# Pötzleinsdorf
Pötzleinsdorf ist ein Stadtteil Wiens im 18. Wiener Gemeindebezirk Währing und eine der 89 Wiener Katastralgemeinden. Ein kleiner Teil von Pötzleinsdorf liegt im 19. Wiener Gemeindebezirk Döbling.

## Geographie

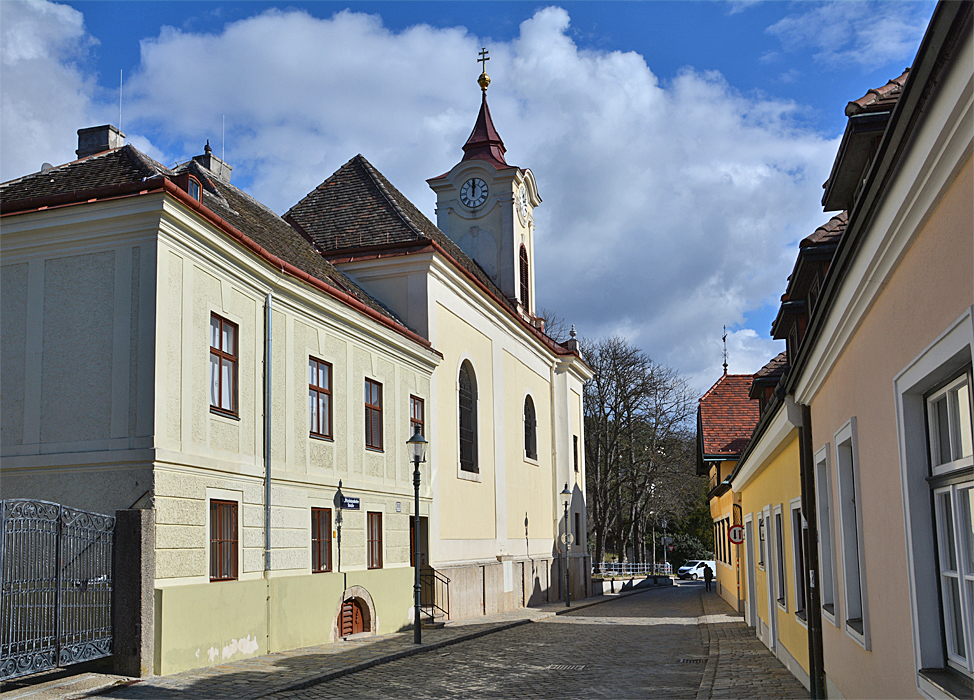
Das Dorfzentrum von Pötzleinsdorf mit der Ägydiuskirche

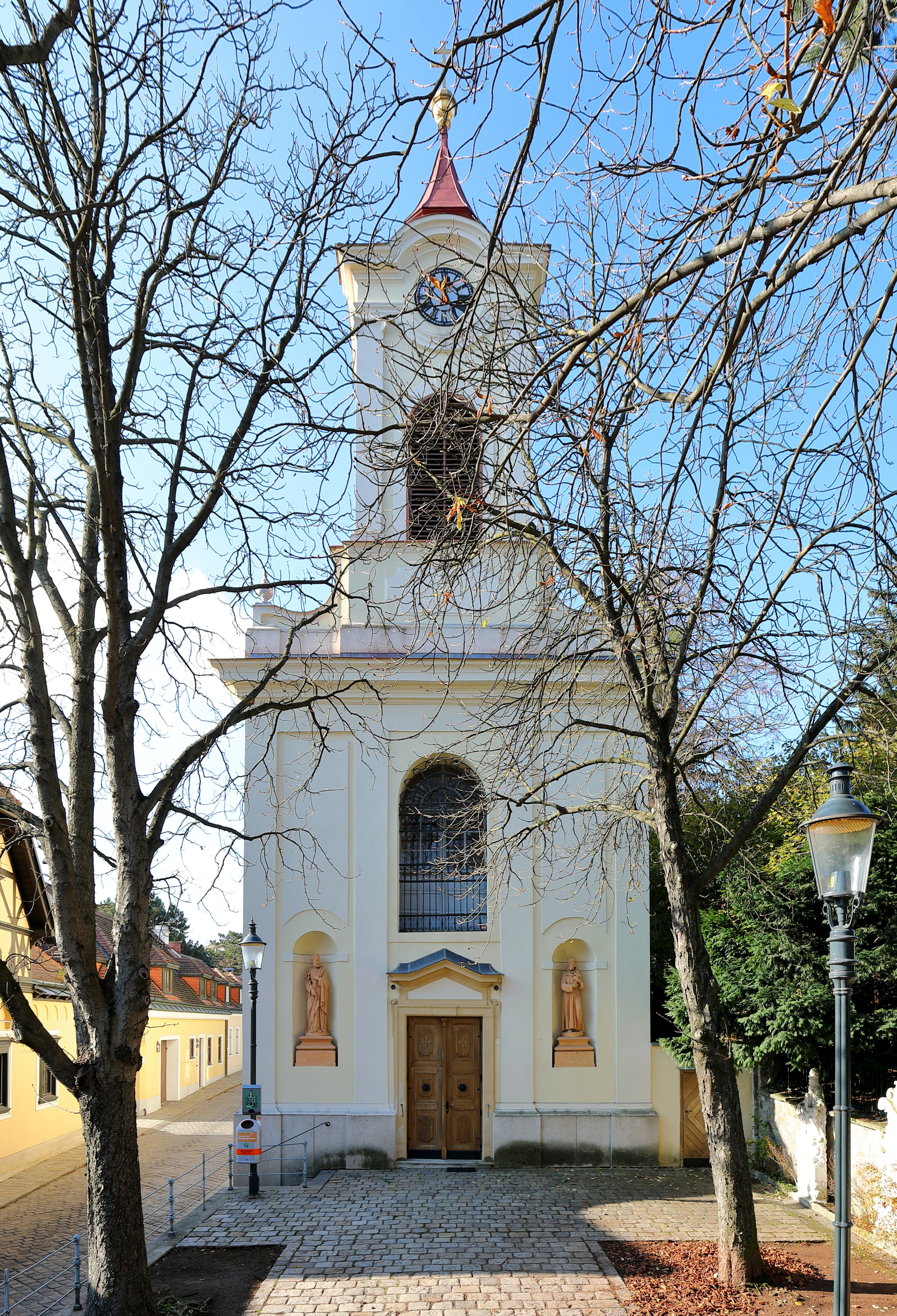
Ostansicht der Ägydiuskirche

222,12 ha von Pötzleinsdorf liegen im Westen des 18. Gemeindebezirks, 34 ha im Süden des 19. Gemeindebezirks. Die Katastralgemeinde erstreckt sich insgesamt über eine Fläche von 256,12 ha. Pötzleinsdorf grenzt im Norden an Neustift am Walde und Sievering, im Osten an die Bezirksteile Währing und Gersthof, im Süden an Dornbach und im Westen an Neuwaldegg. Der Grenzverlauf des aus fünf Zählsprengeln bestehenden statistischen Zählbezirks Pötzleinsdorf unterscheidet sich von jenem der gleichnamigen Katastralgemeinde.
Der im 19. Bezirk gelegene Teil wird Glanzing genannt.

## Namensherkunft
Pötzleinsdorf wurde erstmals 1112 als pezelinesdorf in einer Urkunde des Stiftes St. Georgen an der Traisen urkundlich genannt und geht auf einen Eigennamen zurück. Die örtliche Überlieferung hat jedoch eine eigene Geschichte kreiert. Demnach soll auf dem nahen Schafberg einst eine Ritterburg gestanden sein. Einer der Ritter soll einmal einen Bären mit bloßen Händen bezwungen und ihn auf der Burg wie einen Hund abgerichtet haben. Daraufhin wurde der Ritter „Petzler“ genannt, das zugehörige Dorf Petzlersdorf.
Das Wappen der Ortschaft zeigt den örtlichen Schutzpatron, den heiligen Ägidius. Er wird in typischer Darstellung als Benediktinermönch mit Krummstab und vom Pfeil getroffen und in Begleitung einer Hirschkuh dargestellt. Die Alte Pfarrkirche Pötzleinsdorf ist dem heiligen Ägidius gewidmet.

## Geschichte

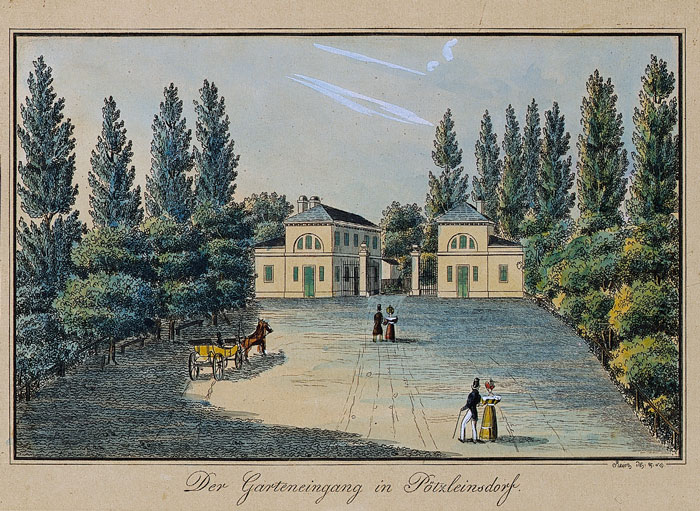
Eingang zum Pötzleinsdorfer Schlosspark (Mitte 19. Jahrhundert)

Pötzleinsdorf dürfte als mitteldeutsch-fränkische Niederlassung gegründet worden sein. Vermutlich hatte der Namensgeber des Dorfes das Gebiet als Schenkung oder Lehen bekommen. Zu Beginn des 14. Jahrhunderts ging es jedoch mit der Grundherrschaft bergab. 1322 schien Stefan von Pötzleinsdorf nur mehr als Bergmeister auf. Aus der alten Burg war mittlerweile ein Freihof geworden. Die Siedler, Leibeigene der Grundherren, betrieben vor allem Weinbau, Ackerbau gab es nur eingeschränkt.

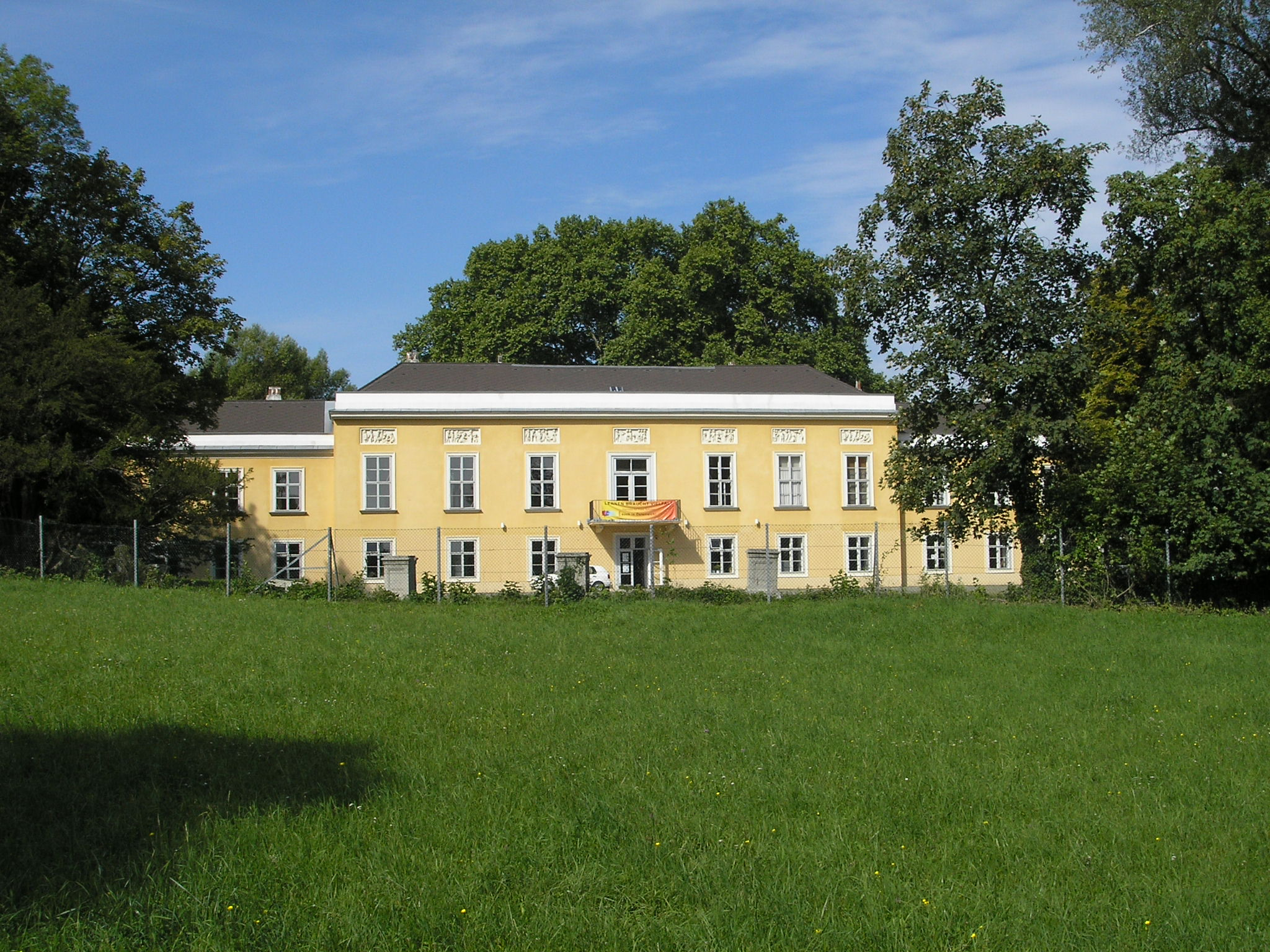
Schloss Pötzleinsdorf, 1801 vom Bankier Geymüller erworben

Die Grundherrschaft war wechselvoll. Eineinhalb Jahrhunderte gehörte Pötzleinsdorf zum Besitz des Frauenstift St. Agnes zur Himmelpforte. Nachdem Kaiser Josef II. das Kloster 1783 aufgehoben hatte, erwarb Gräfin Philippina von Herberstein den Besitz. 1801 kam schließlich der Wiener Bankier Johann Heinrich Geymüller in den Besitz des Gebietes.
Die Zweite Wiener Türkenbelagerung hatte den Ort 1683 stark zerstört, jedoch erholte sich Pötzleinsdorf von den Verheerungen sehr schnell. Die heutige Bäckerei mit dem Namen Zum Türkenloch erinnert an die Stelle, an der nach Ende der zweiten Türkenbelagerung ein großes, langes Loch gefunden wurde. Die Bedeutung ist nicht klar, vielleicht wurde dieses Loch von den Türken gegraben um die Stadtbefestigungen zu untertunneln. Weiters steht das Türkenkreuz am Ende der Schafberggasse als Zeuge aus dieser Zeit.
Ein Großbrand 1750 stoppte jedoch die Entwicklung, 31 der 32 Häuser sowie die Kirche brannten ab. Der Ort erholte sich nur schwer, 1832 hatte der Ort ebenso wie 1750 32 Häuser. Im Gegensatz zu den umliegenden Orten wuchs Pötzleinsdorf in der zweiten Hälfte des 19. Jahrhunderts kaum. Obwohl dreimal so groß wie das benachbarte Gersthof, hatte Pötzleinsdorf 1890 nur 173 Häuser und hatte sich viel von seinem Charakter als Weinbauerndorf erhalten.
1890 beschloss der niederösterreichische Landesausschuss die Vereinigung Wiens mit den Vororten. Das Gesetz trat am 1. Jänner 1892 in Kraft und vereinte Pötzleinsdorf, Währing, Gersthof, Weinhaus, Neustift am Walde und Salmannsdorf zum 18. Wiener Gemeindebezirk Währing (heute gehören Neustift am Walde und Salmannsdorf zum 19. Wiener Gemeindebezirk Döbling). Das Gebiet der ehemaligen Ortschaft Pötzleinsdorf war dabei mit ursprünglich 2,74 km² der zweitgrößte Teil des neuen Bezirks, beherbergte jedoch 1890 nur 737 Einwohner.

## Kultur und Sehenswürdigkeiten

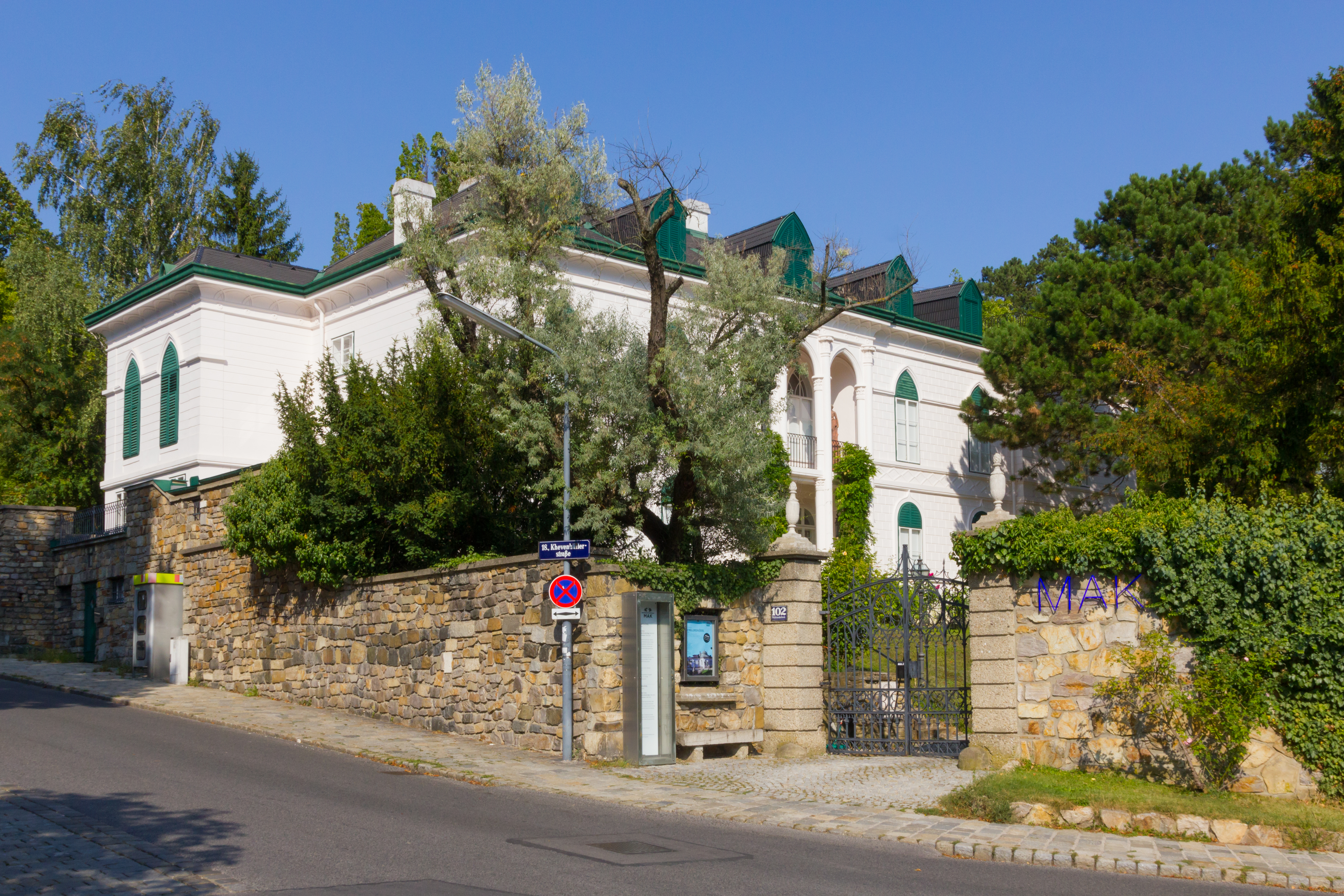
Geymüllerschlössel

Der alte Ortskern, die Bebauung entlang der Pötzleinsdorfer Straße, das Villenviertel westlich der Scheibenbergstraße und der Schlosspark sind von der Stadt Wien zu einer baulichen Schutzzone zusammengefasst.
Die abgelegene Lage von Pötzleinsdorf und der ruhige, gehobene Charakter der Gegend machen es zu einem beliebten Naherholungsziel. Der alte Dorfkern von Pötzleinsdorf mit seinen einstöckigen alten Häusern ist noch relativ gut erhalten und erkennbar. Die Ägydiuskirche ist die ehemalige Pfarrkirche, in den 1960er Jahren wurde die neue Pötzleinsdorfer Pfarrkirche ein Stück stadteinwärts gebaut.
Die Pötzleinsdorfer Straße ist mit mehreren Villen aus der Gründerzeit gesäumt, in der sich unter anderem heute Residenzen von Botschaftern (Pakistan, Usbekistan, Madagaskar) befinden. Die Pötzleinsdorfer Straße ist die ehemalige Schlossstraße, die direkt zum Pötzleinsdorfer Schlosspark mit dem Schloss Pötzleinsdorf führt, beides aus der Barockzeit und mehrmals umgestaltet. Nördlich des Parks steht das Geymüllerschlössel, ein Kleinod aus der Biedermeierzeit, in dem sich heute eine Außenstelle des Museums für angewandte Kunst befindet. Hinter dem Geymüllerschlössel befindet sich der Pötzleinsdorfer Friedhof, eine Anlage aus dem 18. Jahrhundert.
Glanzing (der Teil im 19. Bezirk) wird vor allem von der 1923/24 errichteten Genossenschaftssiedlung eingenommen. Dort befindet sich auch eine 1912–1914 erbaute Kinderklinik. Die Glanzinger Pfarrkirche befindet sich allerdings bereits in Obersievering.

## Religion

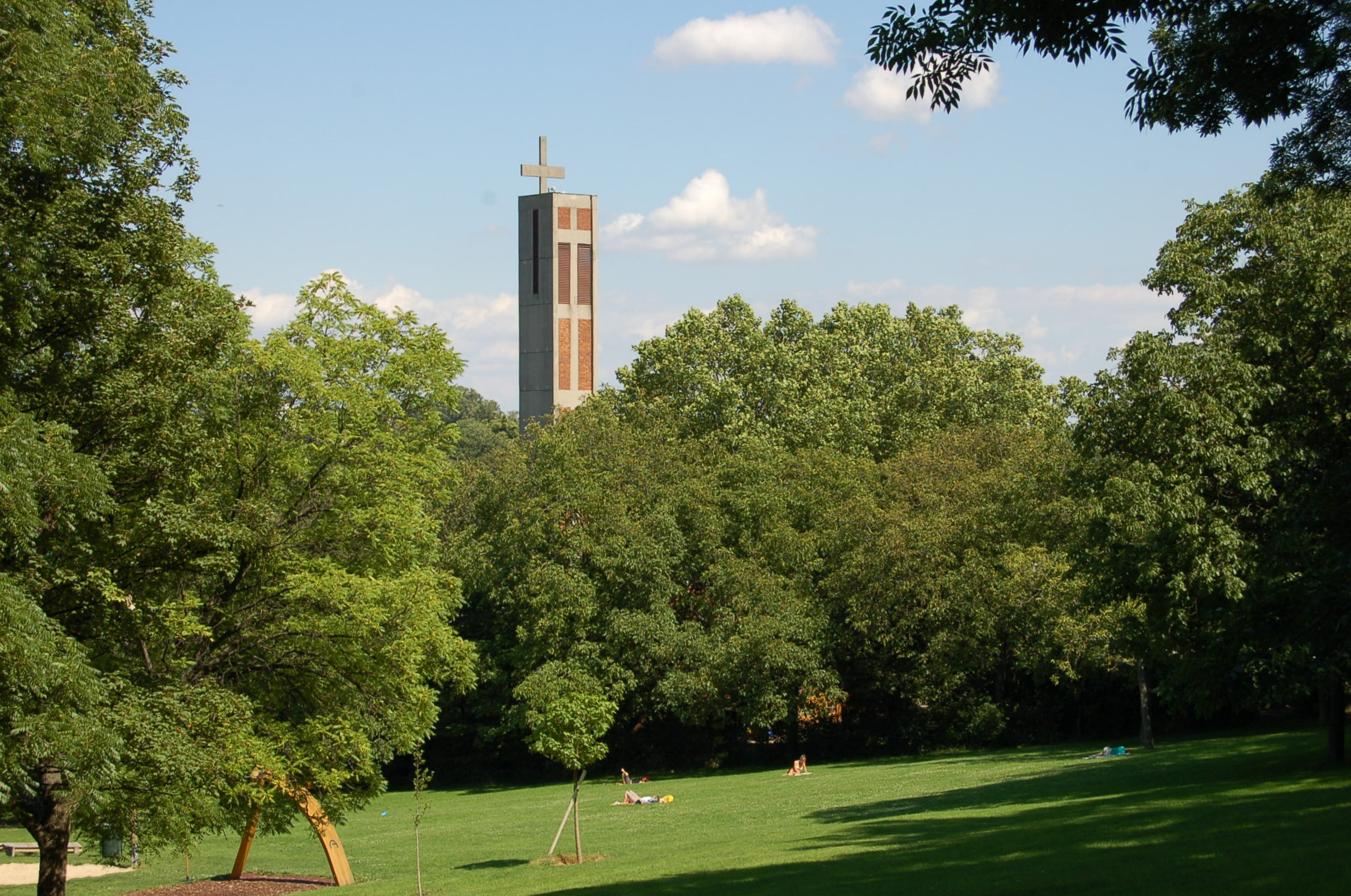
Turm der neuen Pötzleinsdorfer Pfarrkirche, im Vordergrund der Pötzleinsdorfer Schlosspark

Im Jahr 1638 soll in Pötzleinsdorf eine kleine Kapelle für etwa 20 Einwohner bestanden haben. Nach den Verheerungen durch die Türken 1683 wurde die Kapelle zerstört. Beim Wiederaufbau des Ortes wurde auch eine neue Kapelle errichtet, die dem heiligen Ägydius geweiht wurde. Die Kapelle wurde jedoch 1743 abgetragen und durch eine größere Kirche ersetzt. Nachdem 1750 der gesamte Ort niedergebrannt war, wurde die barocke Ägydiuskirche in der heutigen Form wiederaufgebaut. Durch eine großzügige Stiftung konnte ein Priester als Lokalkaplan angestellt werden. Schließlich wurde Pötzleinsdorf nach der Auflösung der klösterlichen Grundherrschaft 1784 von Währing getrennt und zu einer eigenen Pfarre erhoben. Durch das Wachstum der Gemeinde nach dem Zweiten Weltkrieg wurde 1963 neben dem Pötzleinsdorfer Schloss die Christkönigs-Kirche nach einem Entwurf von Karl Schwanzer als neue Pötzleinsdorfer Pfarrkirche errichtet.
Es gab eine kleine jüdische Gemeinde vor dem Krieg, für den Gottesdienst war der Währinger Tempel zuständig. Villen, die im jüdischen Besitz standen, wie das Geymüllerschlössel, die Villa Regenstreif oder das Haus Pötzleinsdorfer Straße 29 der Familie Eisler und deren Kunstsammlung, wurden von den Nazis beschlagnahmt, die Familie Eisler deportiert und in Riga ermordet. Die lokale Pötzleinsdorfer Bevölkerung nahm an Plünderungen jüdischen Besitzes teil. Nur vereinzelt kamen nach dem Krieg jüdische Bürger zurück beziehungsweise siedelten sich neu an.
Die Pfarre Pötzleinsdorf veranstaltet Symposien und Gesprächsrunden um diese Vergangenheit aufzuarbeiten. Veranstaltungen und Projekte wie „A Letter To The Stars“ oder „Spuren-Suche“ der Musikgruppe Gojim versuchen Schülern das Thema Verfolgung der Pötzleinsdorfer und Währinger Juden näher zu bringen.

## Persönlichkeiten
- Ferdinand Stamm (1813–1880), Schriftsteller, Journalist und Politiker, lebte in Pötzleinsdorf
- Carl Caro (1850–1884), Lyriker und Bühnendichter, starb in Pötzleinsdorf
- Moritz Schlick (1882–1936), Philosoph und Physiker, begraben am Pötzleinsdorfer Friedhof
- Ernst Plhak (1888–1942), Kameramann, geboren in Pötzleinsdorf
- Franz Barwig der Jüngere (1903–1985), Bildhauer, lebte in Pötzleinsdorf
- Herbert Tichy (1912–1987), Reiseschriftsteller, Geologe, Journalist und Bergsteiger, lebte in Pötzleinsdorf
- Edith Klinger (1922–2013), Schauspielerin, Tierschützerin, lebte in Pötzleinsdorf
- Kurt Regschek (1923–2005), Maler, lebte und arbeitete ab 1967 in Pötzleinsdorf
- Aglaja Schmid (1926–2003), Schauspielerin, lebte in Pötzleinsdorf
- Sieghardt Rupp (1931–2015), Schauspieler, lebte in Pötzleinsdorf
- Heinz Holecek (1938–2012), Sänger, lebte in Pötzleinsdorf